# Филипповский сельсовет (Алтайский край)
Филипповский сельсовет — муниципальное образование со статусом сельского поселения и административно-территориальное образование в Каменском районе Алтайского края России. Административный центр — посёлок Филипповский.

## Население
| 1997 | 1998 | 1999 | 2000 | 2001 | 2002 |
| ---- | ---- | ---- | ---- | ---- | ---- |
| 637  | ↘631 | ↘626 | ↗644 | ↗660 | ↘629 |
| 2003 | 2004 | 2005 | 2006 | 2007 | 2008 |
| ↘613 | ↘586 | ↘578 | ↘574 | ↘564 | ↘550 |
| 2009 | 2010 | 2011 | 2012 | 2013 | 2014 |
| ↘457 | ↘432 | ↘430 | ↗435 | ↘423 | ↗430 |
| 2015 | 2016 | 2017 | 2018 | 2019 | 2020 |
| ↘401 | ↘379 | ↘375 | ↘365 | ↘344 | ↘334 |
| 2021 |      |      |      |      |      |
| ↘324 |      |      |      |      |      |

По результатам Всероссийской переписи населения 2010 года, численность населения муниципального образования составила 432 человека, в том числе 217 мужчин и 215 женщин.

## Населённые пункты
В состав сельского поселения входит 2 населённых пункта:
- посёлок Зелёная Дубрава,
- посёлок Филипповский.